# Liste der Multiples von Wolf Vostell
Der deutsche Künstler Wolf Vostell (1932–1998) hat von 1963 bis 1998 Multiples produziert.

## Hintergrund
Für Wolf Vostell war das Multiple eine Strategie, Happenings zu dokumentieren und Ideen und Projekte vorzustellen.
Schon in seinem ersten Multiple Do it yourself aus dem Jahr 1963 fordert Wolf Vostell den Betrachter auf,
selbst Kunstwerke zu schaffen, indem er dem Multiple ein Reagenzglas mit Tetrachlorid (Tetrachlorkohlenstoff) beifügt, mit dem Verwischungen gemacht werden können. Die Partizipation des Betrachters und des Publikums war seit 1958 ein herausragendes Element bei Wolf Vostell.

## Liste der Multiples (Auswahl)
- 1963: Do it yourself, Aktions-Multiple, Reagenzglas mit Korkverschluß, mit Etikett: gestempelter Text. Inhalt: Tetrachlorid. Text des Stempels: Do it yourself! To participate in the creation of the dé-coll/age at the opening from Vostells show, may 22, 1963, Smolin Gallery, New York, 10 cm, Durchmesser: 1,5 cm, 100 Exemplare, nicht Signiert, nicht nummeriert. Smolin Gallery New York.
- 1965: 2 dé-coll/age Happenings, 13 Siebrucke auf Strohpappe, Vorder- und Rückendeckel aus Plexiglas, mit Schraubzwinge zusammengehalten. 21,5 × 10,5 cm, 150 Exemplare, René Block, Berlin.
- 1966: V, Brauner Karton mit Schablonenbezeichnung. 31, 5 × 23, 5 × 5,5 cm. Inhalt: Originalzeichnung, Bleistift und Farbstift, Dekorationsstifte, Transistorradio, 29 × 20,5 cm 15 Exemplare signiert. Kölnischer Kunstverein.
- 1966: dé-coll/age happenings, Objektkasten, Holz, mit Plexiglasdeckel, Siebdruckbeschriftung am linken Objektkastenrand, 23 × 16 × 6 cm. Inhalt: Fotodruck (Selbstporträt) auf Boden aufgeklebt (21 × 14 cm), 15 Reproduktionen der Original Happening-Partituren (55 × 42 cm), Aluminiumfolie mit Bromo Seltzer Päckchen (21 × 14 cm), 1 Stück Matze (18,5 × 14 cm), Buch: dé-coll/age happenings by Wolf Vostell, translated by laura p. williams, 1966 (20,3 × 13,7), 500 Exemplare, Something Else Press Inc. New York, Frankfurt, Villefranche-sur-Mer.
- 1966: dé-coll/age 5 happenings stücke partituren, Faltschachtel, Deckel bedruckt 28 × 21 × 4 cm. Inhalt: 23 Kartons. 23 Künstler. 500 Exemplare, Typos Verlag Frankfurt.
- 1967: Fluxus Year Box 2, Holzkasten, 20,5 × 20,5 × 8,7 cm. Deckel farbig bedruckt. Inhalt: 8 mm Filmschlaufen, Handfilmbetrachter, Spielkarten, Kartenspiele, Puzzles, Spielzeug, Event-Karten von verschiedenen Künstlern, Edition Fluxus, George Maciunas, New York.
- 1967: Deutsche Studententapete, Objektkasten, Holz mit Plexiglasdeckel, 73 × 52,5 × 12,3 cm. Inhalt: Tapete (10 × 0,52 Meter), Rotationsdruck, schwarz, 200 Exemplare, unsigniert, edition 8, Galerie René Block, Berlin.
- 1967: Das Theater ist auf der Straße, Holzkassette mit Schiebedeckel. 1 Seite mit Text: wolf vostell: das theater ist auf der straße/eine dé-coll/age demonstration, 6 Originalverwischungen und Dé-coll/ageplakate (handsigniert) in Plastikfolie eingeschweißt (40 × 40 cm), rote Plastikfolie (39 × 39 cm), grüner Plastikrasen Liegewiese (39 × 40 cm), darauf: 1 Rasierklinge, 1 Kamm, 3 Bonbonpapiere, 1 Tempotaschentuch in Papierhülle. 15 Exemplare, Edition Hake, Köln.
- 1967: Schmelzung mit Kunststoffauto, Holzkasten, 21 × 35 × 11 cm. Inhalt: Plastikspielzeugauto, Prototyp, VICE-Verlag, Remscheid.
- 1967: Erbsentennisdampfschuh, Assemblage, 60 × 60 × 15 cm aus: Tennisschuh, Porzellanteller, Erbsen, Wasserkessel, Schlauch, Prototyp, VICE-Verlag, Remscheid.
- 1967: Pictures to be read. Poetry to be seen, Gruppenmultiple, Plexiglasdose, 25 × 10 × 6 cm. Inhalt: Zerbrochene Glühlampe, 500 Exemplare, Museum of Contemporary Art, Chicago, USA.
- 1968: B-52 Lippenstiftbomber, Siebdruck, Lippenstifte.
- 1968: B-52 statt Bomben, Siebdruck, Dauerlutscher.
- 1968: B-52 statt Bomben, Siebdruck, verschiedene Konsumartikel.
- 1968: Phantom, Siebdruck, verspiegelte Glühlampen.
- 1968: Prager Brot, 1/2 kg Weizenbrot mit eingelassenem Badethermometer, teilweise mit Gold übergossen, 24 × 13 × 9 cm, unlimitierte Auflage, VICE-Verlag, Remscheid.
- 1968: Schwarzbrot mit Türklinke, Montage, 17 × 17 × 8,5 cm aus: 1 Packung Schwarzbrot, 2 Türklinken, Prototyp VICE-Verlag, Remscheid.
- 1969: dé-coll/age Nr. 7/69, Plexiglaskasten mit Glasscherben und Tonband mit Geräuschen (Schritte auf Glas) 20,2 × 20,2 × 6,5 cm. Inhalt: Katalog: dé-coll/age Nr. 7 Elektronischer dé-coll/age Happening Raum 1959 - 1968 (2,5 × 19 × 19,5 cm), Typos-Verlag, 1969, Original Tampax Tampons Schachtel, Trillerpfeife, Armbinde ("Spielführer"), 10 Exemplare, Typos-Verlag, Frankfurt.
- 1969: Künstlerpost, 7-teiliges Objektensemble, 32,5 × 23,5 × 21 cm, Wolf Vostell: Plexiglas-Schreibunterlage, 32,5 × 23,5 × 2,8 cm, Beschriftung: Anrufe Vostell-Ideen: Köln 0221 517783. Automatischer Telefon-Anrufbeantworter. Täglich 21.00-24.00 Uhr. Ab 1. 10. 69, HUNDERT TAGE LANG. In der Standfläche eine Kuhle, darin Kugelschreiber aus einer Patrone. Verschiedene Künstler, 20 Exemplare, Galerie Art Intermedia, Köln.
- 1969: Edition 17, Objektkasten, Holz, mit Plexiglasscheibe 26 × 32 × 12 cm, Plexiglasscheibe bedruckt: dokumentation 1954-69, die geräuschempfindliche tasse & rheinisches schwarzbrot, 1969, 30 exemplare, technologie peter saage Inhalt: Buch: Wolf Vostell Dokumentation, Edition 17, Edition Block, Berlin 1969, 2 Pakete rheinisches Schwarzbrot, die geräuschempfindliche Tasse, gelb-schwarz emailliert. Höhe 9 cm, Durchmesser 9 cm, mit eingebauter Elektronik (Fotozelle, Lautsprecher, Kabel, Stecker) signiert und datiert, 30 Exemplare (2. Auflage der Tasse: 15 Exemplare) Galerie René Block, Berlin.
- 1969: Radar Alarm, Schublade aus En Bloc 40 × 40 × 5,34 cm. Inhalt: 1 Alarmanlage mit Pflaster (signiert) auf Schubladenboden befestigt, 1 kg Reis, lose Aluminiumbuchstabe H, 20 Exemplare, Galerie René Block, Berlin.
- 1970: TV-Krebs, Sägeblatt, Siebdruck auf Nesseltuch.
- 1970: TV-Krebs-BB, Siebdruck auf Leinenbettlaken.
- 1971: Betonbuch, in Beton eingeschlossenes Buch, 34 × 25 × 4,5 cm, 100 Exemplare signiert (Zinkätzung), Edition Howeg, Hinwil/Zürich.
- 1971: Happening Dokumentation Salat, 7. 11. 1970 - 5. 11. 1971, 1971, Objektkasten, Plexiglas, 63 × 42,5 × 6 cm. Inhalt: Bezeichneter und signierter Umschlag mit gleichnamiger Dokumentation (Originalfotos, drucke und Fotokopien) Salat Happening 365 Tage zwischen Köln und Aachen (Stempel), Original-Bronze eines vertrockneten Salatkopfes in Naturleinen (206 × 95 cm) eingewickelt, verschnürt, signiert, 23 Exemplare, Edition Hossmann, Hamburg.
- 1971: Salatkiste aus dem Happening Salat 7. 11. 1970 - 6. 11. 1971, Köln Aachen, 1971, Objektkasten, Plexiglas, 63 × 42 × 25 cm. Inhalt: Original Salatkiste mit Werbeaufschrift und Original Rest Salatblätter des Happenings, Kiste auf Vorderseite nummeriert und signiert, 23 Exemplare, Edition Hossmann, Hamburg.
- 1971: Maszstab: Leben ist Kunst, Holz mit Siebdruck, 100 × 15 × 3 cm, 100 Exemplare, signiert und nummeriert, Edition Howeg, Zürich.
- 1972: Einen Bogen um Köln machen, Schwarzer Holzkoffer mit Metallgriff 38 × 40 × 12 cm. Inhalt: Straßenkarte (Region Köln), auf Holz aufgezogen, Chrom-Vanadium-Stahl-Kreissägeblatt (Durchmesser: 16 cm), 10 Exemplare, reflection press, Stuttgart.
- 1972: T.O.T. Technological Oak Tree, Objektkasten, Holz, mit bedrucktem Plexiglasdeckel (Siebdruck), 79 × 59 × 75,5 cm. Inhalt: Schwarzer Siebdruck auf Holz, Leinentuch mit Text, Baumstücke, Ahornsirup, Videoband mit T.O.T.-Dokumentation, 10 Exemplare, Edition Howeg, Zürich.
- 1972: 310 Ideen T.O.T., Karteikasten, graue Pappe, 13,8 × 10,8 cm, Deckel gestempelt: H.A.B. Happening Archiv Berlin, D-1 Berlin, Giesebrechtstraße 12 Inhalt: 310 gedruckte Ideen für Aktionen auf Karteikarten (7,5 × 12,5 cm), 300 Exemplare, davon: Vorzugsausgabe A: mit 1 Zeichnung (20 Exemplare), Vorzugsausgabe B: mit 1 Objekt (einbetonierter Hundeschatten) (50 Exemplare), Edition Howeg, Zürich.
- 1972: Luftpumpenmuseum, Objektkasten, Holz mit Plexiglasdeckel, 80 × 60 × 13 cm, Beschriftung (Karton): Für H. Rywelski. Das Luftpumpenmuseum. Mein letztes Projekt für Köln (Objektfassung), 200 Exemplare, signiert und datiert, Galerie Art Intermedia, Köln.
- 1972: Dokumentation des Happenings Schnee, Objektkasten, grau gestrichenes Holz, Plexiglasdeckel, 79 × 58 × 23,5 cm. Inhalt: Verschnürte Zeitungsbündel Neue Zürcher Zeitung, Plexiglaskasten mit Schmelzwasser des Schnees, 2 Filmrollen, 16 mm, Dokumentation des Happenings in Plastikbeutel, 10 Originalfotos des Happenings in Plastikfolie, Zentimetermaß bemalt und beschrieben (Schnee), 10 Exemplare, Art in progress, Zürich.
- 1972: Dokumentation des Happenings Berlin-Fieber, Objektkasten, Holz, Plexiglas, 133 × 200 cm. Inhalt: Leinwand, darauf 1 Teller verschnürt, 2 Dokumentationsfotos des Happenings, 1 Zeichnung signiert, Salz, in Plastikbeutel. Prototyp.
- 1973: V 40, Grau gestrichener Holzkoffer, 2 Schnappverschlüsse, 2 Metallhenkel, Deckel: Originalfoto auf Leinen, 82 × 62,5 × 11 cm. Inhalt: 21 Siebdrucke, 50 × 64,5 cm, Buch: Vostell V 40, 10 Happening Konzepte 1954–73, Editione Multhipla, Mailand, 1973, 1 Unterkieferknochen vom Rind mit Zinkätzung: décollage-Bergiff aus dem Lexikon, 5 Originaltonkassetten: Dé-coll/age Musik: Vostell, Badethermometer, im Deckel: Foto auf Leinen übermalt, signiert, A.P., mit montierten Objekten: Transistorradio, Betonpulver in Plexiglas, Löffel, Haarteil, Wattebausch, Reagenzglas mit Gummistöpsel, Inhalt: Tetrachlorid, 25 Exemplare, Editione Multhipla, Mailand.
- 1973: Entwurf einer neuen Fahne für die Bundesrepublik Deutschland, Objektkasten, Holz, schwarz gefasst, mit Plexiglasdeckel, 202 × 134,5 × 13 cm, Inhalt: Fahne: Fahnentuch (Fahnendruck s/w) schwarz gefasster Holzquerträger auf Tuch befestigt: Unterkieferknochen eines Rindes, mit Signatur, 30 Exemplare, Galerie Andrè, Berlin.
- 1976: Derriére l arbre, Zinkkoffer, 52 × 40,5 × 16 cm, Inhalt: Foto mit Säure überarbeitet, mit Aluminiumrahmung, signiert (39,5 × 50 cm), Objektplatte 1 aus Zink (39,5 × 51,3 cm), signiert, mit Lederriemen festgeschnallt: Originalvideokassette des Happening "Derriére l arbre", Publikation des Happenings, Galeria G., Barcelona, 1976. Siebdruck auf Zinkplatte mit Motiv aus Derriére l arbre (26,5 × 17 cm), signiert, Objektplatte 2 aus Zink (39,5 × 51,3 cm), mit Lederriemen festgeschnallt: 2 Reagenzgläser auf Zinkplatte mit Korkverschüssen versiegelt (17 × 11 cm), Flüssigkeiten: Wasser, Parfüm, Urin, Blut (im Happening benutzt), Siebdruck auf Zinkplatte (Reproduktion der Rembrandt Gravur "Derriére l arbre") (22 × 16,5 cm) auf gefaltetem Leinentuch, Wattebausch, Schneidemesserbriefchen, 25 Exemplare, Galeria G., Barcelona.
- 1978: Endogene Depression, Kiste, Naturholz, 41,5 × 26 × 13 cm, Deckel: Siebdruck-Beschriftung: Vostell Endogene Depression bei Harlekin Art, Inhalt: Einlage: Holzbrett (34,2 × 21,5 cm), beschriftet: Vostell: Endogene Depression 1978 (A.P.), Original-Brikett-Stück Rekord, Transistorradio in Form einer Coca-Cola Dose, einbetoniert, Anschlusskabel, 50 Exemplare, Harlekin Art, Wiesbaden.
- 1987: Cadillac-Brunnen, Siebdruck auf Wellkarton, 90 × 70 × 70 cm, 300 Exemplare.
- 1990: Löffel-Tor, Fotokopie, Löffel und Beton auf starker Pappe, 21 × 29,5 × 2 cm, 40 Exemplare.
- 1997: Berliner Brot, rundes Brot, TV-Gerät, Beton.
- 1998: Gasmaske-TV, Gasmaske, TV-Gerät.[1][2][3][4]